# Йоганнес Рудольф
Йоганнес Рудольф (нім. Johannes Rudolph; 24 квітня 1916, Кіль — ?) — німецький офіцер-підводник, капітан-лейтенант крігсмаріне. 

## Біографія
9 жовтня 1937 року вступив на флот. З 1 грудня 1939 по 31 січня 1940 року пройшов практику вахтового офіцера на есмінці «Ганс Лоді». З лютого 1940 року служив на есмінці «Дітер фон Редер». З 14 квітня по 9 липня 1940 року — командир роти морського полку «Бергер». Учасник битви за Нарвік. З 26 лютого 1941 року — вахтовий офіцер на есмінці Z27. З 29 вересня 1941 року — офіцер групи військово-морського училища в Фленсбурзі-Мюрвіку. З 6 липня по 30 листопада 1942 року пройшов курс підводника, з 1 грудня 1942 по 4 січня 1943 року — практику вахтового офіцера в 24-й флотилії. З 5 січня 1943 року — 1-й вахтовий офіцер на підводному човні U-155. З лютого по 14 серпня і в листопаді-грудні 1944 року — командир U-155, здійснив 1 похід (11 березня — 23 червня 1944). 4 грудня 1944 року переданий в розпорядження 5-ї флотилії. З 25 квітня по 3 травня 1945 року — командир U-2552. В травні був взятий в полон британськими військами. 20 серпня 1945 року звільнений.

## Звання
- Кандидат в офіцери (9 жовтня 1937)
- Морський кадет (28 червня 1938)
- Фенріх-цур-зее (1 квітня 1939)
- Оберфенріх-цур-зее (1 березня 1940)
- Лейтенант-цур-зее (1 травня 1940)
- Оберлейтенант-цур-зее (1 квітня 1942)
- Капітан-лейтенант (1 березня 1945)

## Нагороди
- Залізний хрест
  - 2-го класу (29 квітня 1940)
  - 1-го класу (14 серпня 1943)
- Нагрудний знак есмінця (19 жовтня 1940)
- Нарвікський щит (10 листопада 1940)
- Нагрудний знак підводника (2 травня 1943)
- Фронтова планка підводника в бронзі (7 жовтня 1944)